# Bill Koch
För andra betydelser, se Bill Koch (olika betydelser).
Bill Koch, född 7 juni 1955 i Brattleboro i delstaten Vermont i USA, skidåkare från USA. Tävlade först i nordisk kombination, men sedan bara i längdskidåkning. Inom längdskidåkningen tillhörde han världseliten under andra halvan av 1970-talet och första halvan av 1980-talet. Kraven på honom var ganska höga i USA, och eftersom han hade astmaproblem vid olympiska vinterspelen 1980 i delstaten New York i USA var han inte särdeles framgångsrik.  Han var dock snart tillbaka i toppen, och vann världscupen säsongen 1981/1982.  Bill Koch var den som först använde skating med framgång i internationella tävlingar. Han lade av med skidåkning på toppnivå 1992.

## Meriter som längdåkare
- Olympiska vinterspelen 1976 silver på 30 km, 6:e på 15 km, 6:e på 4 x 10 km, samt 13:e på 50 km
- Världscupseger 1981/1982
- Världscuptrea 1982/1983
- Världsmästerskapen i nordisk skidsport 1982 i Holmenkollen. brons på 30 km